# Dawn Primarolo

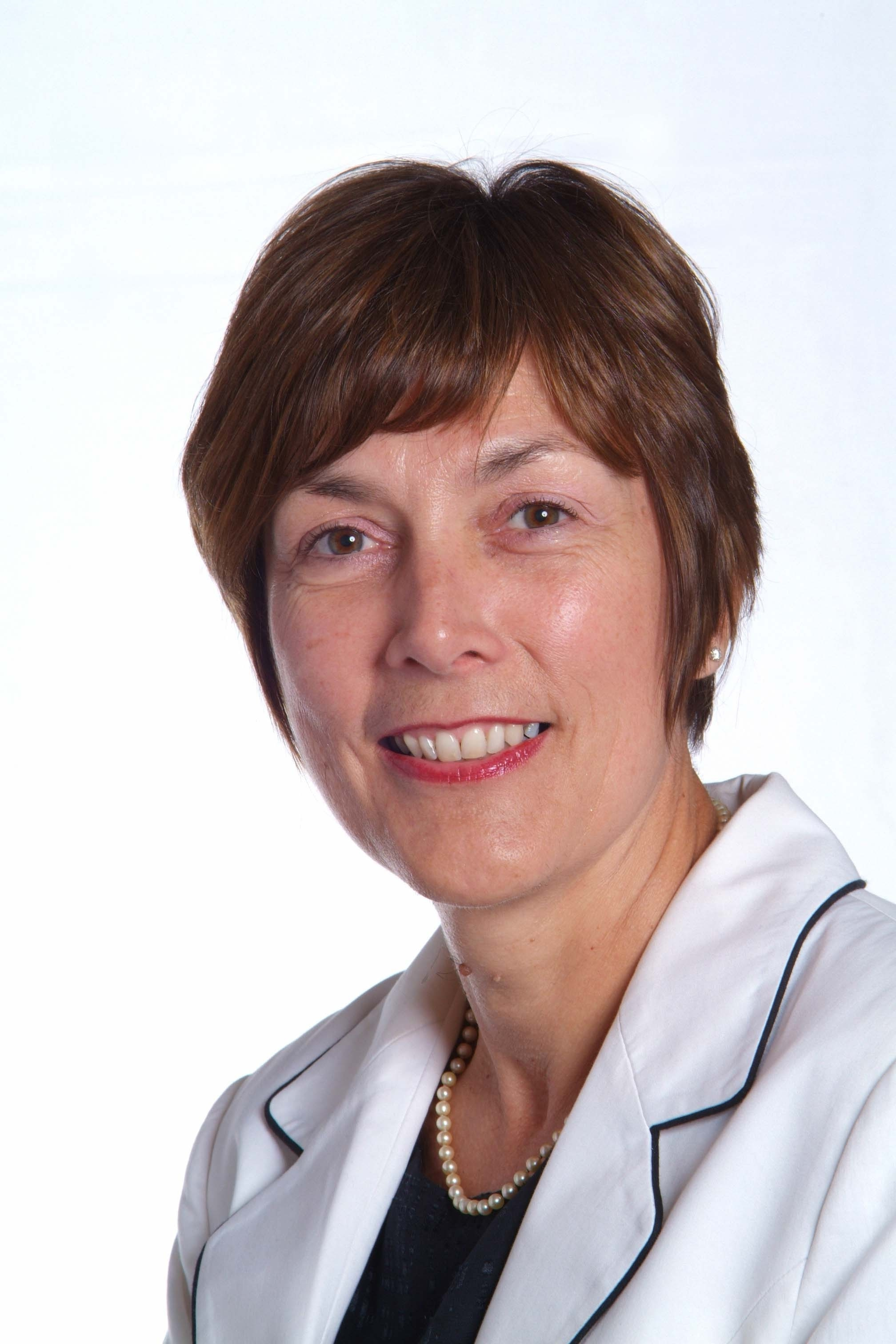
Dawn Primarolo

Dawn Primarolo, Baroness Primarolo (* 2. Mai 1954 in London) ist eine britische Politikerin der Labour Party.

## Leben
Nach dem Besuch des Thomas Bennett Community College studierte sie Sozialwissenschaften an der University of the West of England (UWE) sowie der University of Bristol und schloss dieses Studium mit einem Bachelor of Arts (B.A. Social Science) ab. Zwischen 1985 und 1987 war sie als Mitglied des Rates des County of Avon in der Kommunalpolitik tätig.
Bei den Unterhauswahlen vom 11. Juni 1987 wurde sie erstmals als Abgeordnete in das House of Commons gewählt und vertritt dort seither den Wahlkreis Bristol South. 1989 kam es zu einem parteiinternen Eklat, als der damalige Abgeordnete und Parteifreund John Reid sexuell anzügliche Bemerkungen über sie machte. Während ihrer Parlamentszugehörigkeit war sie zunächst von 1992 bis 1994 Sprecherin der Opposition für Gesundheit und anschließend bis 1997 für das Schatzamt.
Nach dem Wahlsieg der Labour Party bei den Unterhauswahlen vom 2. Mai 1997 wurde sie in der Regierung von Premierminister Tony Blair Finanzsekretär im Schatzamt (Financial Secretary in the Treasury) und behielt dieses Amt bis Januar 1999. Anschließend war sie von Januar 1999 bis Juni 2007 Generalzahlmeisterin (Paymaster General) und hatte damit die längste Amtszeit in der Geschichte dieses Amtes.
Im Juni 2007 wurde sie von Blairs Nachfolger Gordon Brown zur Staatsministerin für öffentliche Gesundheit im Gesundheitsministerium ernannt, ehe sie anschließend von Juni 2009 bis zum Ende von Browns Amtszeit am 11. Mai 2010 Staatsministerin für Kinder, junge Menschen und Familien im Ministerium für Kinder war.
Seit Juni 2010 war Dawn Primarolo Second Deputy Charman of Ways and Means des Unterhauses sowie damit die dritte stellvertretende Sprecherin des Unterhauses (Deputy Speaker).
Im Rahmen der Birthday Honours 2014 wurde sie als Dame Commander in den Order of the British Empire aufgenommen.
Bei der Wahl 2015 trat Dawn Primarolo nicht mehr an. Ihre Nachfolgerin im Wahlkreis Bristol South wurde Karin Smyth, die ebenfalls für die Labour Party angetreten war. Als Second Deputy Chairman of Ways and Means folgte ihr nach der Parlamentswahl die Labour-Politikerin Natascha Engel.
Im Rahmen der Dissolution Peerages 2015 wurde Primarolo für eine Life Peerage nominiert. Am 26. Oktober 2015 wurde sie mit dem Titel Baroness Primarolo, of Windmill Hill in the City of Bristol zum Life Peer erhoben und ist dadurch seither Mitglied des House of Lords.